# قلبي يناديك (مسلسل)
علاء، ومؤنس، وخيري، ثلاث أصدقاء، تخرجوا في كلية الهندسة، وإفتتحوا مكتب هندسي، مرت سنوات دون حصولهم على مقاولات كبيرة، حتى أوشكوا على الإفلاس، إلى أن جائتهم الفرصة من نظلي هانم، سيدة الأعمال، المليونيرة العجوز، التي توكل إليهم مهمة إنشاء مبنى إداري ضخم لشركاتها، لكنها تتعرض لمرض يقعدها، فتقرر حفيدتها ووربثتها الوحيدة الدكتورة عصمت، التي عاشت أغلب عمرها في أوروبا إدارة شركاتها بنفسها، وترفض عصمت استلام المبنى الإداري من المهندسين الثلاثة وتصفية مستحقاتهم المالية، فتتسبب بذلك في إفلاس شركتهم، خاصة بعد خيانة مؤنس لصديقيه، وانضمامه لعصمت ضدهما، ومساعدتها في الاستيلاء على أرض منزل علاء لتقيم فوقها مشروع، يبدأ علاء وخيري من الصفر مرة أخرى، يكبر مشروعهما مع الأيام، ويقرران انضمام مؤنس إليهما مرة أخرئ إيماناً بأن الاتحاد قوة، وحبهم لبعضهم، هو قوتهم الحقيقية، ليخوض الثلاثة صراع مع عصمت، بعدأن فشلت في شراء ذمة مؤنس مرة أخرى، إلا أنها تتعرض لمحنة قاسية كادت أن تودي بها إلي السجن، لولا شهادة علاء التي اندفع إليها إيمانا بالحق، فتظهر برائتها، وتتحول مشاعرها تجاه علاء ونقع في حبه، لنبل أخلاقه، وتتغير مصائر الأبطال، بعد أن لبوا جميعا نداء القلب.

## فريق العمل

### بطولة
| - مديحة يسري: جدة عصمت - داليا البحيري: عصمت - فتحي عبد الوهاب: مؤنس - تامر عبد المنعم: خيري - تامر هجرس: علاء - حنان مطاوع: رشيدة | - أيمن عزب - لقاء الخميسي - منة فضالي: وفاء - أمل رزق - سيد صادق - صفاء جلال | إشترك في التمثيل - محمد فريد - ليلى جمال - محمد ريحان - معتز بلبع - ثريا إبراهيم | - رضا إدريس - محمد شاهين - طارق كمال - أحمد عبد الحي - دينا نور: صديقة عصمت | الأطفال - كارمن وحيد: طفلة - كريم بلبع: طفل | مع النجوم - أحمد خليل: حسين والد علاء - خيرية أحمد: فوقية - رجاء الجداوي: بسيمة - تهاني راشد: زينات والدة خيري - عبد العزيز مخيون: كمال والد عصمت - شريف خير الله: فتوح |

بالاشتراك مع: سعد عبد العظيم - عطا الغمراوي - حازم فؤاد - اشرف عبد الفضيل - فتحي فياض - روزانا - محمد الصنفاوي - محمد صلاح - محمد سعيد عبودة

### إداريون
| - تأليف: مجدي صابر - أخراج: تيسير عبود - مهندس الديكور: إيهاب العوامري - مدير الأضاءة: مصطفى فوزي - محمد يوسف - مدير التصوير:عبد المنعم صادق - مونتاج إلكتروني:متولي عبد المنعم - مونتاج فيديو: عبد السميع حشيش - موسيقى وألحان: نبيل علي ماهر - الإعداد الموسيقي والمكساج: حسن صفافة - تصميم وتنفيذ التترات: ياسر محمود عبد اللطيف - مونتاج التترات: ريهام محمد - المدير المالي: جمال رشاد - مدير الإنتاج: مصطفى الخولي - إدارة الإنتاج: محسن عبد الوهاب - محمود السنجري | - كبير مديري الإنتاج: محمد كريم رفعت - مساعدوا الإخراج: حسان عبود - وداد عبود - سارة محمد كريم - ساعد في الإخراج: طنطاوي إبراهيم - إنتاج وتوزيع: تلفزيون دبي - الشركة المصرية لمدينة الإنتاج الإعلامي - المنتج الفني: أفلام محمد فوزي - المخرج المنفذ: أحمد شفيق - الإشراف على الإنتاج: عماد عبد الله - الإشراف الهندسي: عمرو شبل بدوي - مهندس الاستوديو: علي عباس - مختار الشيخ - أحمد فاروق - صوت: طارق زكريا - أحمد الزيني - مسجل فيديو: طارق عبد الخالق - م. صوت: محمد فاروق - جلال سالم | - صيانة هندسية: مجدي تحسين - أحمد فكري - أحمد عبد القادر - تصوير: علي طه - م. كاميرات: عصام إبراهيم - سامي سمير - م. أضاءة: أحمد معوض - أسامة حسن - محروس إبراهيم - مشرف أضاءة: يحيي رشاد - فني أضاءة: وائل عبد الغفار - محمد ربيع اللمبي - منفذ الديكور: حسين الشطانوفي - ديكور: محمد سعيد - محسن فتحي - عماد رجب - وليد سعيد - أسامة رشاد - هاني صالح - عمر فتحي - منسق مناظر: عباس صابر - م. إكسسوار: نور محمد صلاح - شعبان جمعة - فتحي الأسيوطي- جمعة خميس - خدع سينمائية: فريد عبد الحي - ماكيير: أحمد رفعت - مساعد ماكيير: منى سيد خليل - مصطفى سيد - ماكيرة داليا البحيري: زينب حسن | - ماكيرة حنان مطاوع ولقاء الخميسي: سامح حنفي - كوافير: صابر الحمامي - م. كوافير: سعيد السكري - أسامة محمد - ريجيسير: محمد سعيد - م. ريجيسير:ع ادل نبوي - ملابس: عمرو يحيي - ملابس حريمي: سوسو معوض - ملابس رجالي: أبو عبير - فوتوغرافيا: وديع فوزي - منفذ الإنتاج: حسن حسان - إدارة الإنتاج: محسن عبد الوهاب - محمود السنجري - كبير مدير الإنتاج: محمد كريم رفعت - مساعدوا الإخراج: حسان عبود - وداد عبود - سارة محمد كريم - ساعد في الإخراج: طنطاوي إبراهيم |